# 停机时间
停机时间（downtime）是指系统不能进行操作的时段。然而，高度计算能力可以帮助公司很快的从系统崩溃中恢复过来，相比之下，错误包容性则既保证了不间断的可用性，又缩短了恢复时间。